# Vincent Courtois
Pour les articles homonymes, voir Courtois.
Vincent Courtois, né le 21 mars 1968 à Paris, est un violoncelliste et compositeur de jazz français. Il est également compositeur de musiques originales pour le cinéma et la télévision.

## Biographie
Fils du peintre Jacques Courtois, Vincent Courtois commence le violoncelle classique à 6 ans dans la classe d'Erwan Fauré au conservatoire d'Aubervilliers où il obtient ensuite un premier prix de violoncelle et de musique de chambre. Il étudie par la suite avec Roland Pidoux et Frédéric Lodéon et obtient en 1987 le diplôme supérieur d'exécution de l'École normale de Paris.
Parallèlement à ses études classiques, Vincent Courtois découvre le jazz et l'improvisation avec Jean-Charles Capon et Dominique Pifarély. En 1988, il joue ses premiers concerts au sein de l'Octet de Christian Escoudé puis rejoint le Swing String System de Didier Levallet. C'est à cette époque qu'il forme son premier quartet avec lequel il enregistre deux disques Cello News et Pleine Lune. De nombreux musiciens font alors appel à lui, notamment  Martial Solal qui l'invite à jouer en duo.
En 1993 il fonde le Pendulum Quartet avec, entre autres, Julien Lourau, le groupe Tukish Blend et le trio Zebra 3 avec Franck Tortiller et Xavier Desandre. Un an plus tard il enregistre l'album Marvellous avec Michel Petrucciani, Tony Williams et Dave Holland et rejoint le Quartet Opera de Gérard Marais. Il commence également à travailler avec les  Rita Mitsouko et les accompagne sur la tournée Acoustique.
En 1995, Vincent Courtois  donne ses premiers concerts solo, joue dans le septet de François Corneloup et rencontre Louis Sclavis pour travailler sur des  musiques de film et de théâtre. Il rejoint l'ONJ de Didier Levallet et le quintet de Rabih Abou-Khalil avec qui il enregistre deux disques : Yara et Cactus of Knowledge.
En 1998 il joue dans l'ensemble de Pierre Favre et dans le trio d'Yves Robert. En 2000, il crée trois trios et un quintet avec Pierre Favre, Noël Akchoté, Lucilla Galeazzi, Michel Godard, Marc Ducret, Dominique Pifarély, Cyril Atef, John Greaves et Nicolas Mizrachi. Il sort le disque Translucide et l'année suivante The Fitting Room avec Marc Ducret et Dominique Pifarély.
En 2002, il participe au Quartet Napoli's Walls de Louis Sclavis et crée au Festival Banlieues Bleues le Trio Six windows avec Ellery Eskelin et Sylvie Courvoisier.
En 2003, il enregistre Trouble with happiness avec John Greaves et Sophia Domancich.
En 2004, il rencontre le slameur Ze Jam et enregistre Les Contes de Rose Manivelle avec, entre autres, Louis Sclavis et crée What do you mean by silence? avec François Merville, Marc Baron et la chanteuse Jeanne Added.
En 2006, il enregistre le premier album du  quartet, What do you mean by silence?, rejoint par Yves Robert.
En 2008, il enregistre L'Homme avion avec Ze Jam.
En 2010, il fonde la formation WAT avec Maxime Delpierre, Matthieu Jérome, Olivier Lété et David Aknin et enregistre son premier album solo L'Imprévu. Il est nommé chevalier dans l'Ordre des Arts et des Lettres.
En 2011, il enregistre le second album du quartet What do you mean by silence?, crée un nouveau trio, The Mediums, avec le saxophoniste allemand Daniel Erdmann et Robin Fincker, et pour mener à bien ses différents projets il fonde sa compagnie "La Compagnie de l'Imprévu".
En 2012, il crée le troisième et dernier volet de la Trilogie des Mécaniques Frivoles, Le Roi Pêcheur, avec Ze Jam Afane. Il collabore avec le metteur en scène Bruno Geslin, Compagnie La Grande Mêlée et participe à la pièce Un homme qui dort d'après le texte de Georges Perec.
En, 2013, à la suite d'une résidence de création à la Friche Belle de Mai à Marseille avec Christian Caujolle et le photographe Michael Ackerman, le projet L'Intuition est créé, véritable exploration de l'intime dans sa rencontre avec la photographie . Il est également en résidence artistique au Cap, scène de musiques actuelles d'Aulnay sous Bois pour trois ans.
En 2014, il enregistre Live in Berlin avec la contrebassiste Joëlle Léandre.
En 2015, il réunit à nouveau les saxophonistes Robin Fincker et Daniel Erdmann, invite également le  pianiste Benjamin Moussay et avec la complicité artistique de Gérard de Haro du Label la Buissonne, il enregistre WEST. La même année, il prolonge son aventure avec le Trio Mediums et créé Bandes Originales, libre hommage aux compositeurs de musique de film.
En octobre 2022, L'Opéra de Lyon Underground invite en résidence Vincent Courtois et son quintette, avec divers ateliers et performances, dont la projection avec orchestration en direct du film Finis terrae (1929), de Jean Epstein dans sa version restaurée de 2019 (par Gaumont GP Archives).

## Discographie

### Albums studio
- 1990 : Cello News avec Pierre Christophe, Benoît Dunoyer de Segonzac, Serge Gacon
- 1991 : Pleine Lune avec Pierre Christophe, Xavier Desandre Navarre, Benoît Dunoyer de Segonzac, Serge Gacon, Julien Lourau
- 1994 : Turkish Blend avec Gilles Andrieux, Benoît Dunoyer de Segonzac, Kakoli, Nicolas Krassik, Julien Lourau, Youval Micenmacher, Bojan Zulfikarpašić
- 1995 : Pendulum Quartet avec Julien Lourau, Benoît Dunoyer de Segonzac, Daniel Garcia Bruno
- 2000 : Translucide avec Noël Akchoté, Michel Godard, Yves Robert
- 2001 : The Fitting Room avec Marc Ducret et Dominique Pifarély
- 2004 : Les Contes de Rose Manivelle
- 2005 : Trio Rouge avec Lucilla Galeazzi et Michel Godard
- 2006 : What do you mean by silence
- 2008 : L'Homme Avion, avec Ze Jam Afane
- 2010 : L'Imprévu
- 2010 : As Soon as Possible avec Sylvie Courvoisier et Ellery Eskelin
- 2012 : Ernest et Célestine, avec notamment Louis Sclavis, Dominique Pifarély, Michel Godard, François Couturier
- 2015 : West, avec Daniel Erdmann, Robin Fincker et Benjamin Moussay
- 2023: VOSTOK Remote Islands[2] avec Fie Schouten clarinettes, Guus Janssen piano

### Albums sur scène
- 2011 : Live in Berlin Vincent Courtois Quartet avec Jeanne Added, François Merville et Yves Robert
- 2014 : Live in Berlin avec Joëlle Léandre

## Filmographie
Sauf indication contraire, les informations mentionnées dans cette section peuvent être confirmées par les bases de données cinématographiques IMDb et Allociné,  présentes dans la section « Liens externes ».

### Cinéma
- 2001 : Visa pour l'oubli (documentaire)
- 2006 : L'Éclaireur
- 2007 : Ma vie n'est pas une comédie romantique
- 2012 : Ernest et Célestine (film d'animation)
- 2022 : Ernest et Célestine : Le Voyage en Charabie

### Télévision
- 2016 : Tantale (téléfilm)
- 2017 : Ernest et Célestine, la collection (série d'animation)
- 2017 : Nadar, le premier des photographes (documentaire)

### Courts métrages
- 1998 : Herbert C. Berliner
- 2001 : Confessions dans un bain
- 2005 : Tout aura lieu sur fond de nuit
- 2010 : Le Temps de la balle
- 2011 : Deep Inside